# Hipparchia minerva
Hipparchia minerva är en fjärilsart som beskrevs av Arthur Francis Hemming 1934. Hipparchia minerva ingår i släktet Hipparchia och familjen praktfjärilar. Inga underarter finns listade i Catalogue of Life.